# 柳州职业技术大学
柳州职业技术大学，简称柳职，是中华人民共和国的一所全日制公办本科职业高等学校，位于广西壮族自治区柳州市。
1998年3月6日，广西冶金工业职工大学、柳州市机电职工大学、柳州市工业一职工大学、柳州市职工大学和柳州市教育学院合并为柳州职业技术学院。2024年5月31日，升格为柳州职业技术大学。